# Hodgkinsonia
Hodgkinsonia  es un género con dos especies de plantas con flores perteneciente a la familia de las rubiáceas.
Es nativo del este de Australia.

## Especies
- Hodgkinsonia frutescens C.T.White (1942).
- Hodgkinsonia ovatiflora F.Muell. (1861).